# كونستانتين أفرام
كونستانتين أفرام (بالرومانية: Constantin Avram)‏ هو مهندس قتالي روماني، ولد في 19 فبراير 1911 في Ciumași ‏ في رومانيا، وتوفي في 20 فبراير 1987 في تيميشوارا في رومانيا.